# Хирш, Жюльен
Жюльен Хирш (фр. Julien Hirsch; род. 1 октября 1964, Париж) — французский кинооператор.

## Биография
Закончил Национальную высшую школу имени Луи Люмьера. Работал ассистентом оператора на фильмах Арно Деплешена, Жака Риветта, Бенуа Жако. С 1990 снимает как главный кинооператор.

## Избранная фильмография
- 1990 : L’Annonce faite à Marie (Ален Кюни)
- 1992 : La sentinelle (Арно Деплешен; вместе с Каролиной Шанпетье и др.)
- 1996 : Drancy Avenir (Арно де Пайер)
- 1999 : Высокий прилив / Marée haute (Каролина Шанпетье)
- 2000 : L’Origine du XXIe siècle (Жан-Люк Годар)
- 2001 : Хвала любви (Жан-Люк Годар)
- 2002 : Novo (Жан-Пьер Лимозен)
- 2002 : На десять минут старше: Виолончель (эпизод Во тьме времени, Жан-Люк Годар)
- 2003 : 'Motus (Лоранс Феррейра Барбоза, телевизионный)
- 2004 : Notre musique (Жан-Люк Годар)
- 2004 : Adieu (Арно де Пайер)
- 2004 : Повернуть время вспять (Андре Тешине)
- 2004 : Ordo (Лоранс Феррейра Барбоза)
- 2006 : Леди Чаттерлей (Паскаль Ферран; Премия «Сезар» за лучшую операторскую работу)
- 2007 : Young Yakuza (Жан-Пьер Лимозен, документальный)
- 2007 : Свидетели (Андре Тешине)
- 2008 : Я хочу видеть / Je veux voir (Жоана Хаджитома, Халил Хорейджи)
- 2009 : Девушка из электрички / La Fille du RER (Андре Тешине)
- 2010 : В лесной глуши / Au fond des bois (Бенуа Жако)
- 2011 : Неоконченный роман (Андре Тешине)
- 2011 : Управление государством / L’Exercice de l'État (Пьер Шёллер; номинация на премию Сезар за лучшую операторскую работу)
- 2014 : Bird People (Паскаль Ферран)
- 2014 : Мужчина, которого слишком много любили (Андре Тешине)
- 2016 : Когда тебе семнадцать
- 2018 : Один король — одна Франция
- 2020 : Крёстная мама

## Признание
Премия Сезар (2007). Номинация на премию Сезар (2012).